# Линксвил (Висконсин)
Линксвил (енгл. Lynxville) град је у америчкој савезној држави Висконсин.

## Демографија
По попису из 2010. године број становника је 132, што је 44 (-25,0%) становника мање него 2000. године.
| Група             | 2000.       | 2010.       |
| Белци             | 171 (97,2%) | 126 (95,5%) |
| Афроамериканци    | 0 (0,0%)    | 2 (1,5%)    |
| Азијати           | 1 (0,6%)    | 0 (0,0%)    |
| Хиспаноамериканци | 3 (1,7%)    | 5 (3,8%)    |
| Укупно            | 176         | 132         |